# Epífron
En la mitologia grega, Epífron o Epifró (grec antic: Ἐπίφρων) era fill d'Èreb i Nix, era el déu o esperit de la prudència, de la finesa, la delicadesa i la sagacitat.